# Цінь Каньїн
Цінь Каньин (кит. трад. 秦侃瀅, піньїнь: Qin Kanying; нар. 2 лютого 1974) — китайська шахістка, гросмейстер серед жінок (1992).

## Життєпис
У 1990-х роках була однією з найсильніших шахісток Китаю. П'ять разів перемагала на чемпіонатах Китаю серед жінок (1988, 1991, 1995, 1999, 2004). 2000 року в Удайпурі посіла 2-ге місце на чемпіонаті Азії серед жінок.
1991 року в Суботиці на міжзональному турнірі (відбіркового циклу чемпіонату світу серед жінок посіла 6-те місце і потрапила на турнір претенденток. 1992 року на турнірі претенденток у Шанхаї посіла 5-те місце. У наступних циклах розіграшу чемпіонату світу цей успіх більше не вдалося  повторити: 1993 року в Джакарті посіла 12-те місце, а 1995 року в Кишиневі була 11-ю.
Брала участь у чемпіонатах  світу серед жінок за олімпійською системою:
- 2000 року в Нью-Делі дійшла до фіналу, де програла своїй співвітчизниці Се Цзюнь з рахунком 1½:2 [5];
- 2006 року в Єкатеринбурзі дійшла до третього раунду, де програла Марі Себаг[6].

Представляла Китай на трьох шахових олімпіадах (1990-1994), на яких у командному заліку виборола три бронзові (1990, 1992, 1994) медалі, а в особистому заліку - бронзову (1992) медаль. У 1995 і 1999 роках в складі збірної Китаю перемагала на командних чемпіонатах Азії серед жінок, на яких також здобула в особистому заліку золоту (1999) та срібну (1995) медалі.